# Kollektiv
Kollektiv (von lateinisch colligere „zusammensuchen, zusammenlesen“) bezeichnet soziale Gebilde, deren Zugehörige unbestimmt nach sehr verschiedenen Gesichtspunkten zusammengefasst werden – das können etwa eine Religion, ein Staat, ein Unternehmen, ein Volk oder eine soziale Klasse sein. Des Weiteren gibt es spezielle handlungsorientierte Kollektive, deren Angehörige als Gruppe, Team oder Mannschaft zweckmäßig und zielgerichtet in bestimmten Handlungsgemeinschaften kooperieren. In dem Kontext gibt es seit Jahrzehnten auch Kollektivbetriebe.

## Der Begriff in der Soziologie
In der Soziologie wird zwischen unorganisierten und organisierten Kollektiven unterschieden.

### Unorganisierte Kollektive
Die Bezeichnung Kollektiv benennt in der Soziologie nach Robert King Merton (1910–2003) u. a. allgemein eine Mehrzahl von Personen, die aufgrund eines Systems von gemeinsamen Normen, Wertvorstellungen und Handlungen Gefühle der Zusammengehörigkeit entwickeln. Nach dieser Definition fallen Kollektive zum Beispiel nicht unter Begriffe wie Sozialkategorie, die Personen demographisch zuordnet, oder Milieugruppe, deren Mitglieder im Gegensatz zum Kollektiv aufgrund ihres gemeinsamen sozialen Status miteinander lose und indifferent interagieren. Vergleichbar definierte Ferdinand Tönnies (1855–1936) den Begriff Samtschaft für unbestimmte, unorganisierte soziale Kollektive und betonte das Merkmal des fehlenden organisatorischen Zusammenhalts. Gemeinsame Willensentscheidungen und gemeinsame Handlungen kommen laut Tönnies nur unter speziellen Voraussetzungen zustande.
Als abstrakte Kollektive bezeichnet Leopold von Wiese soziale Gebilde wie Glaubensgemeinschaften oder ganze Nationen, die aufgrund von „Dauerwerten“ einen „überpersönlichen Charakter“ erhalten.

### Organisierte Kollektive
Als politisches Kollektiv wird ein soziales Gebilde mit gemeinsamen politischen Zielen bezeichnet, dessen Mitglieder sich freiwillig organisieren, im Wesentlichen nach den Grundsätzen der Gleichheit und Gleichberechtigung – oft nach dem Prinzip des Konsenses – Entscheidungen treffen und für deren praktische Umsetzung zusammenarbeiten.
Menschen, die in Arbeits- und Handlungssystemen gemeinschaftlich tätig sind, bilden Kollektive im Sinne spezieller Handlungsgemeinschaften, wobei die geleistete Arbeit gesellschaftliche Wirkung entfaltet. Auch zur kulturellen und sportlichen Betätigung organisieren sich Menschen in Kollektiven, um etwa als Ensemble, Team oder Mannschaft gemeinsam Erfolge zu erzielen.
An das Konzept der Räterepublik angelehnt, entwickelte Anton Semjonowitsch Makarenko (1888–1939) das Prinzip eines „kommunistischen Kollektivs“ in der Pädagogik.

## Der Begriff in der Kulturwissenschaft
Der in die Kulturwissenschaft eingeführte Begriff Kollektiv ist breiter und merkmalsoffener als jener der Soziologie. Unter Kollektiv wird jede Übereinstimmung oder Zusammenschau von Personen verstanden, die eine oder mehrere Gemeinsamkeiten aufweisen.
Der Kulturwissenschaftler Klaus P. Hansen legte 2009 in seinem Werk Kultur, Kollektiv, Nation theoretische Grundlagen für eine Kollektivwissenschaft und prägte darin unter anderem den Begriff der „Multikollektivität“.

## Kollektive in Wirtschaft und Verwaltung
In der kollektiven Selbstverwaltung und einigen alternativen Modellen zur Ökonomie bezeichnet Kollektiv einen selbstverwalteten und weniger hierarchischen Betrieb oder ein entsprechendes Projekt. Seit Ende der 1970er-Jahre entstand in der Alternativbewegung in Westeuropa und Nordamerika eine Vielzahl dieser Kollektive, in denen oftmals die Entscheidungsstruktur und Vergütung auf ähnlichen Prinzipien beruht:
- Unter dem Konsensprinzip wird verstanden, dass die Entscheidungen in einem gemeinsamen Prozess stattfinden, dessen Ende zur Zufriedenheit aller Teilnehmenden führt.
- Prinzip der gegenseitigen Hilfe: „Gegenseitige Hilfe“ ist ein Begriff des russischen Anarchisten Peter Kropotkin, welches dem Konkurrenzprinzip gegenübersteht und auf Solidarität fußt. Die Tauschringe sind ein Beispiel für gegenseitige Hilfe.
- Solidarische Ökonomie und Gemeinwohl-Ökonomie verfolgen ähnliche Ziele.
- Räte-Prinzip: Kollektive verstehen sich zueinander nicht als in Konkurrenz stehend, sondern streben eine Vernetzung an, die nach dem Prinzip der Rätedemokratie funktioniert, womit im Wesentlichen gemeint ist, dass keine Entscheidungsbefugnis „nach oben“ delegiert wird, sondern bei den Kollektiven zu bleiben habe.

Da in Deutschland viele Rechtsformen nicht explizit auf diese Kollektive und ihre Prinzipien zugeschnitten sind, entstehen oftmals rechtliche Probleme.
Besondere Formen dieser Art von Kollektivität sind die Kommunen, in denen zudem noch gemeinsam gewohnt wird, was dann als zusätzliches Prinzip von dem gemeinsamen Leben und Arbeiten verstanden wird. 
In den Ländern des Südens („Dritte Welt“) war die Kollektiv-Bewegung häufig Hoffnung einer Selbstbefreiung im Sinne einer politischen und gesellschaftlichen Emanzipation. Dabei konnte man in vielen Fällen an Formen der traditionellen – kollektiven – Ökonomie anknüpfen, wie im Fall der Ejidos in Ecuador oder der Ujamaa in Tansania.
Eine – als erfolgreich geltende – Form der Kollektive sind die Kibbuze in Israel. Hier wirken drei kollektiv-fördernde Faktoren zusammen:
1. gemeinsame Religion oder religiöse Ideologie
2. wirtschaftlicher Erfolg
3. Bedrohung von außen (gemeinsamer äußerer Feind)

Das Kollektiv als Wirtschaftsform basiert auf der Vorstellung, dass Menschen nicht nur als homo oeconomicus handeln, sondern ihre Individualinteressen auch bewusst zugunsten gemeinsamer Interessen zurückstellen können.

## Kollektive im Sozialismus

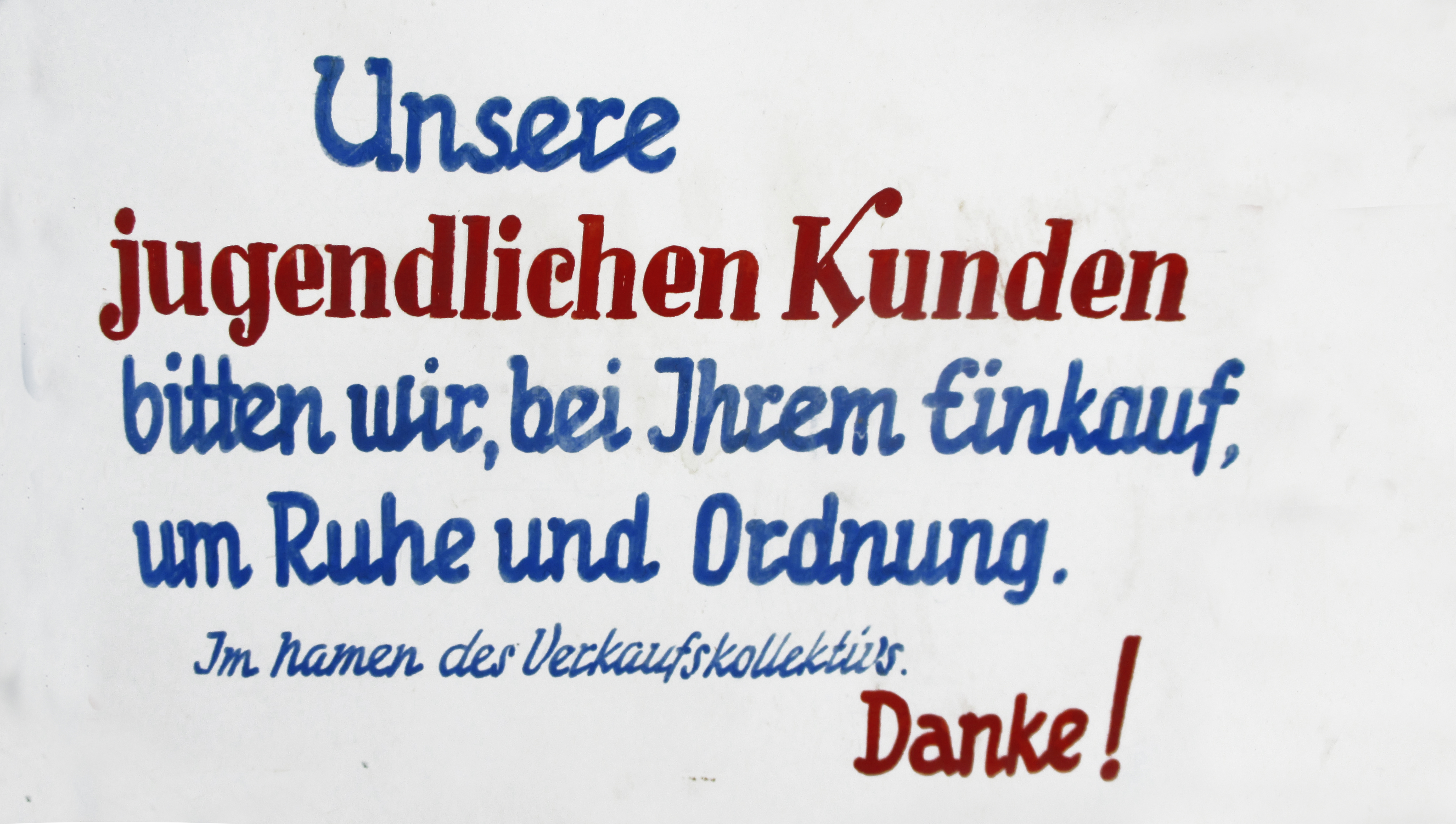
Ruhe und Ordnung – Schild eines Verkaufskollektives der DDR um 1960

In der DDR entsprach die Bezeichnung „Kollektiv“ ungefähr dem, was in der Bundesrepublik „Arbeitsgruppe“ oder „Team“ genannt wurde. In den Volkseigenen Betrieben, den Landwirtschaftlichen Produktionsgenossenschaften und den Produktionsgenossenschaften des Handwerks wurde das Kollektiv als „Brigade“ bezeichnet.
In Verlautbarungen und Agitprop wurden auch große Kollektive „zitiert“, wie „die Arbeiterklasse“.
Zur Propagierung des Kollektivs wurde auch bei spitzensportlichen Leistungen das Kollektiv (Trainer, Trainingsgruppe, Mannschaftsarzt, Physiotherapeut und andere) hervorgehoben.

## Kollektivbewusstsein
Kollektivbewusstsein (französisch conscience collective ou commune) ist ein soziologischer Begriff der Durkheim-Schule für die geistigen Eigenschaften und Werte einer Gesellschaft, die sich u. a. in Systemen wie Moral, Recht, Gewohnheiten, Sprache, Gewissen, Wissen äußern. Es ist die „Gesamtheit der Glaubensvorstellungen und Gefühle, die allen Mitgliedern derselben Gesellschaft gemeinsam sind“. Allgemein ist auch die Rede von Volksseele, Kollektivseele, kollektiver Mentalität, Gruppenseele und anderen Gesamtheiten geistiger Eigenschaften eines sozialen Gebildes. Das Kollektivbewusstsein bringt die „Objektivität des sozialen Geschehens“ gegenüber den individuellen Motivationen der Menschen zum Ausdruck. Die genannten, dem Kulturmenschen geläufigen geistigen Eigenschaften wurden in ähnlicher Weise auch von Lucien Lévy-Bruhl beschrieben, der sie mit den „mystischen Kollektivvorstellungen“ (représentations collectives) der Primitiven verglich (siehe auch participation mystique), sowie von Carl Gustav Jung, der das Konzept eines kollektiven Unbewussten erarbeitete (vergleiche auch Archetyp (Psychologie)).
Nach Alfred Vierkandt bilden die Angelegenheiten einer sozialen Gruppe die kollektiven Bewusstseinsinhalte, die das kollektive Subjekt in Form des „Wir“ gegenüber dem individuellen „Ich“ formuliert.

## Kritik
Das Modell der „Tragik der Allmende“ legt nahe, dass kollektives Eigentum zu einer erhöhten Ausbeutung der Ressourcen etwa durch Trittbrettfahrerverhalten der einzelnen Mitglieder führt. Dies ist jedoch umstritten (siehe Tragik der Anti-Allmende).
Kritiker der Bildung von „Kollektiven“ unterstellen, dass dabei das Bewusstsein des Einzelnen durch das Bewusstsein der Gruppe als Gesamtheit verdrängt werde (oder schärfer, dass das „Bewusstsein der Gruppe“ eine ideologische Fiktion zur Knutung des Einzelnen sei). An die Stelle der persönlichen Verantwortung trete die Verantwortlichkeit der Gruppe (siehe auch Kollektivismus und Soziologie).